# Al Rashidiya
Al Rashidiya è un quartiere di Dubai.

## Geografia fisica
Al Rashidiya si trova nel settore orientale di Dubai nella zona di Deira (Dubai) a sud dell'Aeroporto di Dubai.